# Zsuzsanna Fantusz
Zsuzsanna Fantusz, verheiratete Javor (* 28. Dezember 1933 in Budapest) ist eine ehemalige ungarische und heute australische Tischtennisspielerin. Sie gewann bei der Weltmeisterschaft 1953 zwei Bronzemedaillen.

## Werdegang
Zsuzsanna Fantusz war die Tochter jüdischer Eltern. Nach dem Zweiten Weltkrieg schloss sie sich dem Tischtennisverein Mavag an, dem bereits die damals besten ungarischen Spielerinnen angehörten. Unter der Anleitung des Trainers Karoly Javor, ihres späteren Ehemannes, steigerte sie rasch ihre Spielstärke. Viermal gewann sie mit Damenteams die nationale ungarische Meisterschaft, nämlich 1951 und 1953 mit SZOT, 1954 mit Vasas MÁVAG SK und 1955 mit Budapest MÁVAG SK.
1953 wurde sie für die Weltmeisterschaft nominiert. Hier holte sie Bronze sowohl im Doppel mit Edit Sagi (Niederlage im Halbfinale gegen Gizella Farkas/Angelica Rozeanu) als auch im Teamwettbewerb mit Agnes Simon-Almasy, Gizella Farkas.
Während des Ungarischen Volksaufstandes 1956 besuchte sie zusammen mit ihrem Ehemann ein Tischtennisturnier in Österreich. Sie kehrten nicht nach Ungarn zurück. Im April 1957 verließen sie Europa und reisten per Schiff von der deutschen Stadt Bremerhaven nach Melbourne in Australien. Im gleichen Jahr wurde ein Sohn geboren.
Hier spielten sie weiter aktiv Tischtennis und prägten anhand ihrer Spielstärke das australische Tischtennis. Zsuzsanna Javor gewann 1958, 1959, 1960 und 1965 die Meisterschaft von Australien. 1960 belegte sie in der australischen Rangliste Platz eins. In den 1960er Jahren wurde sie sechsmal in Folge Meisterin des Bundesstaates Victoria. Für Australien nahm sie 1963 an der Weltmeisterschaft teil.
Im Jahr 2000 wurde sie in die Maccabi Victoria Hall of Fame aufgenommen.